# Mesentoria acuticaudata
Mesentoria acuticaudata är en insektsart som beskrevs av Chen, S.C. och Yun He He 2008. Mesentoria acuticaudata ingår i släktet Mesentoria och familjen Phasmatidae. Inga underarter finns listade i Catalogue of Life.